# Бонгго
Бонгго (Armopa, Bgu, Bogu, Bonggo, Bongo) — вымирающий австронезийский язык, который распространён среди народа бонгго (армопа), проживающего в районе Бонгго округ Сарми провинции Папуа в Индонезии. Bgu может являться названием, которым предпочитает себя называть местный народ.